# E-Boks
e-Boks A/S er et dansk firma der tilbyder en elektronisk postboks til alle danskere.. Firmaets produkt hedder e-Boks og er en danskudviklet webapplikation, som oprindelig blev lanceret som en platform til sikker, digital post til private, virksomheder og myndigheder. Funktionaliteten i e-Boks er løbende udvidet, så platformen i dag - ud over digital post - også kan anvendes til bl.a. to-vejskommunikation, digitale underskrifter og online-betaling. Brugerne har desuden mulighed for at gemme egne dokumenter og billeder gennem upload.
e-Boks anvendes eksempelvis af banker, pensionsselskaber, forsikringsselskaber, lønformidlere og andre afsendere, som har valgt at digitalisere deres kundekommunikation - eksempelvis ved udsendelse af kontoudskrifter, årsopgørelser, lønsedler eller anden løbende kommunikation. Offentlige myndigheder anvender digital post til bl.a. SU-meddelelser, indkaldelser til bilsyn, indkaldelser til undersøgelse og behandling på sygehus, beskeder fra Udbetaling Danmark m.m.. Dokumenterne gøres oftest tilgængelige for brugerne i PDF-format.
Den enkelte modtager identificeres i e-Boks entydigt på baggrund af CPR-nummer (for private) eller CVR-nummer (for virksomheder). Private brugere får adgang til e-Boks via login med NemID.
Den 1. november 2014 blev det obligatorisk for alle borgere i Danmark over 15 år at kunne modtage Digital Post fra det offentlige. Brugerne kan vælge enten at modtage posten gennem borger.dk eller gennem e-boks.dk. Også for danske virksomheder er det obligatorisk at kunne modtage digital post fra det offentlige, enten gennem virk.dk eller e-boks.dk. Borgere, som opfylder særlige kriterier, kan dog søge om fritagelse fra at modtage digital post.
Systemet er oprindeligt udviklet i 2000 af KMD (Produktchef Henrik Traborg og Produktchef Flemming Hansen). KMD var en del af ejerkredsen indtil marts 2009. I dag er e-Boks A/S et selvstændigt selskab, som er ejet ligeligt af Nets og PostNord. I marts 2025 blev E-Boks solgt til den danske kapitalfond Catacap.

## Forretningsmodel
e-Boks’ kerneydelse er at tilbyde brugere gratis modtagelse og opbevaring af dokumenter fra tilsluttede private og offentlige afsendervirksomheder. Afsendere betaler porto for forsendelserne, som er lavere end omkostningerne ved at udskrive og sende et tilsvarende dokument med brevpost.

## Udbredelse
e-Boks havde i 2018 mere end 16 millioner brugere og 30.000 private og offentlige afsendervirksomheder globalt.[kilde mangler] 485 millioner dokumenter blev leveret gennem e-Boks i 2018, og der blev foretaget 4,1 millioner digitale underskrifter via platformen.[kilde mangler]
De danske kommuner tilbød tidligt at sende dokumenter via e-Boks, og en lang række aktører i finanssektoren tilsluttede sig umiddelbart efter, i hvilken forbindelse Nets blev medejer af virksomheden og produktet.
I 2005 gennemførte Økonomistyrelsen, der driver statens lønsystem, projektet Digitale lønsedler i staten Arkiveret 9. september 2009 hos  Wayback Machine, hvorefter 215.000 statsansatte udelukkende modtog deres lønsedler i e-Boks. Projektet fordrede en ændring af reglerne på området, så arbejdsgivere blev fritaget for ansvaret for at levere en papirlønseddel, når lønsedlen i stedet blev stillet til rådighed i digital form.[kilde mangler] Denne regelændring har åbnet op for, at andre arbejdsgivere kan vælge udelukkende at tilbyde lønsedler i e-Boks.
I maj 2009 valgte Økonomistyrelsen e-Boks til at udvikle og drive en fællesoffentlig digital post løsning, der tillader alle myndigheder at kommunikere med borgere og virksomheder gennem én kanal. I juni 2012 vedtog Folketinget Lov om offentlig Digital Post, der gør det obligatorisk for borgere og virksomheder at kunne modtage post fra offentlige myndigheder digitalt. Overgangen til Digital Post trådte i kraft den 1. november 2013 for alle virksomheder i Danmark, og for borgerne skete overgangen den 1. november 2014.
I 2012 blev e-Boks lanceret i Norge med e-boks.no Arkiveret 19. november 2016 hos  Wayback Machine, og i 2015 kom også den svenske e-boks.se Arkiveret 22. oktober 2016 hos  Wayback Machine til. I 2019 indgik e-Boks en aftale med Irland om at levere en digital post-løsning.
Digital Post er en løsning til at modtage post fra offentlige myndigheder. En løsning som leveres af e-Boks A/S og er tæt integreret med e-Boks. Det betyder, at man som virksomhed kan tilgå Digital Post både på Virk.dk og e-Boks.dk og dermed få adgang til al sin post ét sted. Som borger kan man tilgå sin post fra både borger.dk og e-Boks.dk.
e-Boks tilbyder apps til de tre mobile hovedsystemer. Apps til iPhone og Android blev lanceret i 2011 og app til Windows Phone i 2012. Desuden har e-Boks et mobilt website, der giver adgang til ens post uden brug af app.
I 2021 var det planen at digitaliseringsstyrelsen, skulle overtage opgaven med Digital Post for en del af de eksisterede kunder hos e-boks, nemlig myndighederne. Det var planen at der var lukket i 4 dage for digital post mens man skiftede til den nye løsning med navnet Næste Generation Digital Post. Pga. coronaepidemien var det ikke muligt at lukke for digital post så længe og skiftet blev derfor udskudt til første kvartal 2022.. Når myndighederne er skiftet til Næste Generation Digital Post vil virksomheder og borger stadig kunne læse digital post fra det offentlige i deres e-Boks hvis de ønsker det.

## Kritik
e-Boks blev tidligere kritiseret for, at prisen for tilkøbt lagerplads til lagring af dokumenter, der ikke oprindeligt blev modtaget i e-Boks, var for høj. I dag eksisterer tilkøbsmuligheden dog ikke længere.
Statens og kommunernes beslutning om kun at tilbyde digitale lønsedler mødte i 2009 modstand fra medarbejdere, der krævede muligheden for at få en papirlønseddel. Kritikken er ophørt i takt med, at digitale lønsedler er blevet udbredt blandt både offentlige og private arbejdsgivere, og en undersøgelse fra 2018 viser, at 84 % af danskerne er tilfredse med den digitale post.